# أبو الغيط
أبو الغيط إحدى قرى مركز القناطر الخيرية التابع لمحافظة القليوبية بجمهورية مصر العربية.

## التاريخ
ذكرها علي مبارك في كتابه الخطط التوفيقية، حيث قال أنها قرية من أعمال قليوب، وأن بها مسجد ذو منارة ومعامل دجاج وسوق يقام كل أسبوع، وأنها تشتهر بزراعة البطيخ والشمام.

## البنية التحتية
تعاني القرية من سوء في الخدمات، وخاصة الصرف الصحي.

## السكان
بلغ عدد سكان أبو الغيط 56,734 نسمة، حسب الإحصاء الرسمي لعام 2006.